# Spilosoma castelli
Spilosoma castelli är en fjärilsart som beskrevs av Rothschild 1933. Spilosoma castelli ingår i släktet Spilosoma och familjen björnspinnare. Inga underarter finns listade i Catalogue of Life.